# Etiopia ai Giochi della XVI Olimpiade
L'Etiopia ha partecipato ai Giochi della XVI Olimpiade che si sono svolti a Melbourne dal 22 novembre all'8 dicembre 1956 con una delegazione di 12 atleti impegnati in 2 discipline,
senza aggiudicarsi medaglie.